# Kurcsaloji járás

A Kurcsaloji járás Csecsenföldön

A Kurcsaloji járás (oroszul Курчалоевский район, csecsen nyelven Курчал-Эвлан кIошт) Oroszország egyik járása Csecsenföldön. Székhelye Kurcsaloj.

## Népesség
- 2002-ben 101 625 lakosa volt, melyből 101 211 csecsen (99,6%), 249 orosz, 23 avar, 13 ukrán, 6 ingus, 2 kumük, 1 nogaj, 1 örmény.
- 2010-ben 114 039 lakosa volt, melyből 113 702 csecsen, 32 orosz stb.